# Siebel Si 202 Hummel
Siebel Si 202 Hummel (Čmelák) byl německý civilní, lehký sportovní a cvičný letoun z konce 30. let vyráběný společností Siebel Flugzeugwerke Halle KG. Byl to dolnoplošník, který mohl být poháněn několika typy malých motorů.

## Vznik a vývoj

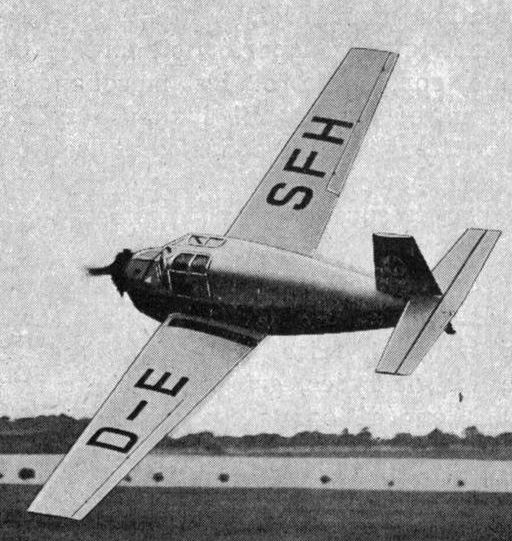
Siebel Si 202 (L'Aerophile, říjen 1938)

V lednu 1937 svolal major Werner Junck (vedoucí odboru LC II, což bylo technické křídlo Říšského ministerstva letectví – Reichsluftfahrtministerium a bylo odpovědné za vývoj nových letadel) zástupce výrobců menších letadel jako byli Flugzeugwerke Halle (Siebel), Bücker, Fieseler, Gothaer Waggonfabrik a Klemm. Oznámil jim, že nemohou v budoucnu počítat s kontrakty na vývoj vojenských letadel, a proto jim poradil, aby se soustředili na vývoj „Lidového letadla“ (Volksflugzeug). Tuto radu konstruktéři uvedených firem akceptovali a následně vzniklo několik letadel této kategorie. Společnost Flugzeugwerke Halle vyvinula Si 202, ostatní společnosti přišly s letouny Klemm Kl 105, Fieseler Fi 253, Bücker Bü 180 Student a Gotha Go 150. Všechny tyto letouny měly být poháněny německým motorem Zündapp 9-092.
Letoun Si 202 vyvinuli v roce 1938 konstruktér Friedrich Fecher a sportovní pilot Fritz Siebel. Letadlo bylo navrženo jako snadno létatelné, robustní dřevěné konstrukce, jako samonosný dolnoplošník. U tohoto letounu existoval překvapivě velký počet prototypů (nejméně sedm), na kterých byly ověřovány různé typy pohonných jednotek. Byly zkoušeny motory firem Salmson, Walter, Zündap a Hirth.
První prototyp D-ESFH měl francouzský hvězdicový motor Salmson. První let se uskutečnil 26. dubna 1938, pilotem byl Wolfgang Ziese. Letadlo se stalo brzy populární díky progresivní konstrukci, kdy instruktor i žákm seděli vedle sebe v kryté kabině se zdvojeným řízením. Cena tohoto lidového letadla byla naplánována asi na 6000 říšských marek (Reichsmark). Vzhledem k tomu, že německé motory Zündapp nebyly včas k dispozici, byly prototypy V1, V2 a V4 osazeny francouzskými motory Salmon a prototyp V3 československým invertním vzduchem chlazeným čtyřválcovým řadovým motorem Walter Mikron 4-II o výkonu 62 k/46 kW. S tímto motorem dosahoval letoun nejvyšších výkonů, protože ze všech zkoušených motorů (vč. Zündapp 9–092) měl nejvyšší výkon (dosahoval maximální rychlosti 180 km/h, cestovní rychlosti 150 km/h s doletem 800 km).
Před vypuknutím války byly připraveny tři varianty A-B-C. Místo plánovaných 200 kusů bylo postaveno od dubna 1938 do března 1941 celkem 66 letounů.

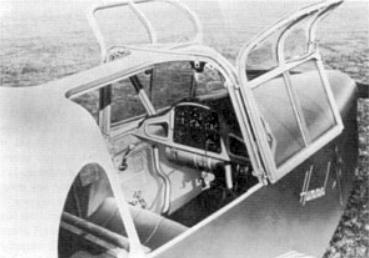
Siebel Si 202, kokpit (L'Aerophile, červenec 1939)

## Popis letounu
Hummel byl lidovým letadlem, určeným jako cvičný a školní stroj pro aerokluby. Byl to lehký jednomotorový konzolový dolnoplošník konvenční konstrukce se dvěma sedadly vedle sebe. Konstrukčně byl navržen tak, aby na něj mohly být montovány různé motory, hvězdicové i řadové. Většina variant (V, A, B) měla ostře zaříznutá křídla a ocasní plochy, což dávalo letounu ve srovnání s jeho současníky atraktivní vzhled. Varianta C měla změněný tvar křídel a ocasní ploch do oblejších tvarů.
Konstrukčně byl Hummel letadlem vyrobeným převážně ze dřeva. Nízko umístěné křídlo bylo postaveno na dřevěném nosníku s překližkou pokrytými náběžnými hranami a křidélky, na ostatních plochách bylo potaženo látkou. Trup byl rovněž tvořen dřevěnou konstrukcí pokrytou překližkou, stejně tak jako pevné ocasní plochy. Směrovka a výškovky byly pokryté látkou. Svislé ocasní plochy byly zpočátku čtvercového tvaru, ale později, v novějších verzích (C), byly nahrazeny plochami větších rozměrů a zaoblených tvarů, což vedlo ke zlepšení letových vlastností. Vodorovné ocasní plochy byly zřetelně umístěny dozadu za směrovku.
Krytá kabina s velkými obdélníkovými okny měla dvojí ovládání, přičemž jediný centrální knipl byl sdílen oběma členy posádky. Za sedadly byl velkorysý zavazadlový prostor. Pevný podvozek měl hlavní kola na dělených nápravách připojených ke spodní části trupu, s nízkotlakými pneumatikami a brzdami. Vzadu byla pružná ostruha.
Pohon byl svěřen celé řadě vzduchem chlazených hvězdicových nebo řadových motorů výkonu mezi 45 a 60 k. Standardní objem palivové nádrže byl 45 l.

## Použití
Stroje byly používány hlavně v leteckých školách NSFK (Národně-socialistický letecký sbor, Nationalsozialistisches Fliegerkorps). V průběhu roku 1939 bylo vyrobeno a dodáno 25 letounů a dalších 41 do ukončení výroby v březnu 1941, z toho 8 letounů bylo používáno maďarským královským letectvem a 3 darovaná letadla Siebel Si-202C Hummel létala ve Slovenském státu u Slovenského leteckého sboru (SLeS). Slovenské letouny byly výrobních čísel 29, 32 a 33, které původně měly německé imatrikulace D-EABV, D-EABN a D-EABW. Ve Slovenském státě tato letadla dostala československé imatrikulace OK-ABV, OK-ABN a OK-ABW.
Siebel Si 202 Hummel s motorem Zündapp 9–092 a imatrikulací D-EMDR 31. ledna 1939 pilotován Wolfgangem Ziesem nastavil nový výškový rekord pro lehká letadla s motorem do objemu 2000 cm3 přepravující dvě osoby na hodnotu 5 982 m, čímž překonal dosavadní rekord 4 872 posádky J. Anderle-E. Franek, který byl vytvořen 21. března 1938 na letounu Praga E-115-1 s motorem Praga B-II. O několik dní později (6. února) stanovil tentýž pilot další rekord (v kategorii jednosedadlových strojů), když dosáhl výšky 7 043 m. Tím překonal rekord Jana Anderleho 5 851 metrů, který byl ustanoven 22. března 1938 s letounem Praga E-115-1 a motorem Praga B-II.
Mimo stanovení výškového rekordu v roce 1939 s 7043 m zaznamenal letoun Si 202B různé úspěchy v soutěži letadel až do roku 1939. Po 1. září 1939 byly letouny využívány Luftwaffe především jako kurýrní, spojovací letadla.

## Varianty
- Si 202V: 4 prototypy V1-V4 k verzi A, verze V3 byla poháněna motorem Walter Mikron 4-II, 3 prototypy V11-V13 k verzi B
- Si 202A: hvězdicový Salmson 7 Ad o výkonu 33 kW/45 k.
- Si 202B: nejrozšířenější varianta, čtyřválcový vzduchem chlazený Zündapp 9–092 o výkonu 50 k/37 kW
- Si 202C: upravená verze B, přidány koncové oblouky křídel a ocasních ploch, které byly původně hranaté (pro jednodušší výrobu), nádrž na 80 l, motor čtyřválcový vzduchem chlazený Hirth HM 515 o výkonu 45 kW/60 k

## Uživatelé
- Německá říše

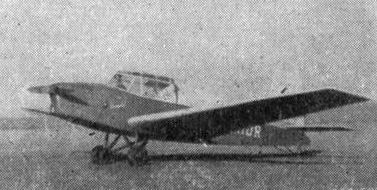
Siebel Si 202 Hummel

  - Národně-socialistický letecký sbor (Nationalsozialistisches Fliegerkorps, NSFK)
  - Luftwaffe
- Maďarské království
  - Maďarské královské letectvo (Magyar Királyi Honvéd Légierő), 8 letounů
- Slovensko
  - Slovenský letecký sbor (SLeS), 3 letouny

## Specifikace
Data pro verzi B dle

### Technické údaje
- Posádka: 2 (instruktor a žák)
- Rozpětí: 10,63 m
- Délka: 6,38 m
- Výška: 1,94 m
- Nosná plocha: 14,00 m2
- Plošné zatížení: 39,3 kg/m2
- Hmotnost prázdného letounu: 320 kg
- Vzletová hmotnost: 550 kg
- Pohonná jednotka: 1× čtyřválcový vzduchem chlazený invertní řadový pístový letecký motor Zündapp 9-092
- Výkon pohonné jednotky:
  - maximální, vzletový: 40 kW/55 k
  - nominální, jmenovitý: 37 kW/50 k
- Vrtule: dvoulistá dřevěná s pevnými listy

### Výkony
- Maximální rychlost: 160 km/h
- Cestovní rychlost: 140 km/h
- Přistávací rychlost: 72 km/h
- Dostup: 3 000 m
- Dolet: 500 km
- Stoupavost: 2 m/s, do 1000 m 8 min. 30 vt.